# Vivendi (post-fusie)
Vivendi S.A. was een Frans water- en mediaimperium. Vivendi werd opgericht op 14 december 1853 door keizer Napoleon III als Compagnie Générale des Eaux.
In 1998 nam het concern de naam "Vivendi" aan, om de diversiteit binnen de organisatie te kenmerken. 2000 werd een belangrijk jaar in de geschiedenis van het concern. In dat jaar werd de oorspronkelijke primaire activiteit (water) als onafhankelijk bedrijf losgelaten (tegenwoordig Veolia Environnement) en in juli fuseerde het concern met Seagram Company om Vivendi Universal te vormen, een van de grootste mediaconglomeraten ter wereld. In april 2006 nam het concern de oude naam aan en ging het weer verder als Vivendi SA.